# Umar Makram
Úmar Mákram ibn Hussayn as-Sayutí (àrab: عمر مكرم بن حسين السيوطي, ʿUmar Makram ibn Ḥussayn as-Sayūṭī), més conegut com el sàyyid Úmar Mákram (1755-1822) fou un cap popular del Caire al que seguien la gent de classe baixa de la capital.
El 1791 va negociar el retorn al poder dels emirs destituïts Ibrahim Bey i Murad Bey amb els quals va mantenir una llarga amistat. El novembre del 1793 va ser nomenat naqib al-aixraf començant una carrera política que el va portar a la màxima influència a l'estat entre 1798 i 1809. El 1798 va organitzar la resistència popular contra els francesos, havent de fugir del Caire (1788) però va retornar el 1799 per haver de tornar a fugir el 1800. L'abril de 1802 va recuperar el càrrec de naqib al-aixraf i va organitzar als ciutadans contra el governador otomà Khurshid Ahmad Pasha; el 1805 va oferir el govern a Muhàmmad Alí Paixà i quan els otomans el van voler desplaçar va posar al poble al costat de Muhàmmad Alí (1806) i el va ajudar a dirigir la resistència contra els britànics el 1807. D'altra banda va fer de mitjancer entre Muhàmmad Alí i els emirs mamelucs dissidents que dominaven fora del Caire. El suport popular li va permetre oposar-se a algunes peticions de Muhàmmad Alí Paixà sobre les taxes; el 1809 va refusar anar a la ciutadella a veure al governador i Muhàmmad Alí es va sentir amenaçat i va fer aliança amb els savis d'al-Azhar contra Úmar al que volien eliminar per gelosia del seu poder i riquesa; junts el van forçar a dimitir i el van enviar desterrat a Damiata l'agost de 1809 i a Tanta l'abril de 1812. No va poder tornar al Caire fins al gener de 1819; llavors va fer el pelegrinatge. Tot i el seu desterrament va conservar la popularitat entre la població. L'abril de 1822 fou altre cop desterrat a Tanta on va morir poc després.